# Forty Boys and a Song
Forty Boys and a Song è un cortometraggio documentario americano del 1941 sul Robert Mitchell Boys Choir. Diretto da Irving Allen, è stato nominato per un Academy Award ai 14esimi Academy Awards per il miglior cortometraggio (una bobina).

## Riconoscimenti
- Candidatura premio oscar al miglior cortometraggio 1942